# Davtashen (Aragatsotn)
Davtashen (en armenio: Դավթաշեն, también romanizado como Davdashen; hasta 1950, Aynali y Aylanlu) es una comunidad rural en la provincia de Aragatsotn en Armenia.
En 2009 tenía 765 habitantes.
Se ubica en el centro-oeste de la provincia sobre la carretera M1, unos 5 km al este de Talin.